# 日蘇共同宣言
《日蘇共同宣言》（日语：日ソ共同宣言），全稱日本國與蘇維埃社會主義共和國聯盟共同宣言（日语：日本国とソヴィエト社会主義共和国連邦との共同宣言）是日本與蘇聯為結束兩國自第二次世界大戰以來的戰爭狀態、恢復正常外交關係，而在1956年10月19日於莫斯科簽署及共同發佈的外交文書。

## 概述
二戰結束之後，蘇聯沒有參與1951年《舊金山和約》的對日媾和。日本首相鳩山一郎就任後，致力於恢復和蘇聯的邦交，使日本重返國際社會，以及避免戰爭的再次爆發。兩國之間經過多次的談判，特別是就領土問題、漁業問題、戰俘遣返問題等達成基本共識，終于在1956年10月簽訂此宣言；同年12月12日，蘇聯副外長尼古拉·特拉菲莫維奇·費德倫科和日本外務大臣重光葵在東京霞關正式批准文件，宣言正式生效。此宣言結束了日蘇兩國的戰爭狀態，並重新確立了兩國的和平善鄰友好關係，恢復兩國外交關係；兩國確認遵循《聯合國憲章》，以和平方式解決國際糾紛，互不干涉內政；蘇聯支持日本加入聯合國，蘇聯全部遣返西伯利亞戰俘，盡快舉行談判締結條約發展貿易航海通商關係；《北太平洋地區的捕魚協定》和《海上遇險營救協定》同時生效。兩國同時將以蘇聯向日本交還齒舞群島和色丹島為前提，盡快簽訂正式的和平條約。日蘇共同宣言為日本重返國際社會掃清了障礙。同年12月18日，日本正式加入聯合國成為第80個成員國。次年剛加入聯合國一年的日本就當選成為聯合國安理會非常任理事國；重返國際社會又為日本發展對外貿易，實現經濟騰飛奠定了基礎。但因齒舞群島與色丹島所屬南千岛群岛（北方四島）存在著涉及四島的主權爭端，日蘇兩國的和平條約一直未能簽訂，此狀況延續到蘇聯解體後繼承其國際地位的俄羅斯聯邦，至今懸而未決。

## 重提
2018年11月，日本首相安倍晉三與俄羅斯總統普京重提南千岛群岛（北方四島）的問題，日本部分媒體放出消息稱有希望先拿回兩島，而日本外相則表示不論如何處理日本聲稱四島主權立場不變。11月16日安倍公开承诺即使俄罗斯将色丹及齿舞两岛交还日本，日本也不会根据《日美安保条约》而在岛上设立美国军事基地。俄罗斯总统普京則出面聲明表示，承認1956年签订的《苏日共同宣言》和其中先移交兩島的條文，但不代表「岛屿移交后的主权归属问题」，此為60多年來首度官方的重新詮釋或一種深入解釋，並表示就算有所謂「移交」發生也只是治權層面，主權與治權是分離討論的兩件事；亦指出何况对于这份宣言因日本当初的“拒绝履行”而拖延了太久，日本有一長段時間是要求四島全部歸還，导致现在需要一切「重談」。俄羅斯長期立場為：不否認北方四島曾經主權屬日本，但是現在為俄羅斯領土的事實為二次大戰的戰勝結果，而日本無權改變或對二戰結果發表意見。

## 外部連結
- 《日蘇共同宣言》日語全文 （页面存档备份，存于）（日本外務省）
- 《日蘇共同宣言》俄語全文 （页面存档备份，存于）（俄羅斯外交部）